# Eichfeld (Gemeinde Mureck)
Eichfeld (bis 1964 Unterrakitsch) ist eine ehemalige Gemeinde mit 863 Einwohnern (Stand: 1. Jänner 2017) in der Steiermark. Das Gebiet im Gerichtsbezirk Feldbach bzw. Bezirk Südoststeiermark. Seit 2015 ist sie im Rahmen der Gemeindestrukturreform in der Steiermark mit den Gemeinden Mureck und Gosdorf zusammengeschlossen, die neue Gemeinde führt den Namen Mureck weiter.

## Geografie
Eichfeld liegt nördlich von Mureck an der Landesstraße 208 im unteren Murtal im Bezirk Südoststeiermark im österreichischen Bundesland Steiermark.

### Ehemalige Gemeindegliederung
Das Gemeindegebiet umfasste folgende drei Ortschaften (in Klammern Einwohnerzahl, Stand 1. Jänner 2024):
- Eichfeld (332)
- Hainsdorf-Brunnsee (190)
- Oberrakitsch (292)

Die Gemeinde bestand aus den Katastralgemeinden Eichfeld, Hainsdorf und Oberrakitsch.

### Eingemeindungen
Mit 1. Jänner 1968 wurden die Gemeinden Hainsdorf-Brunnsee, Eichfeld und Oberrakitsch zur Gemeinde Eichfeld zusammengelegt.

### Ehemalige Nachbargemeinden
|                     | Sankt Peter am Ottersbach                   |         |
| Weinburg am Saßbach | Kompassrose, die auf Nachbargemeinden zeigt | Gosdorf |
| Murfeld             | Mureck                                      |         |

## Geschichte

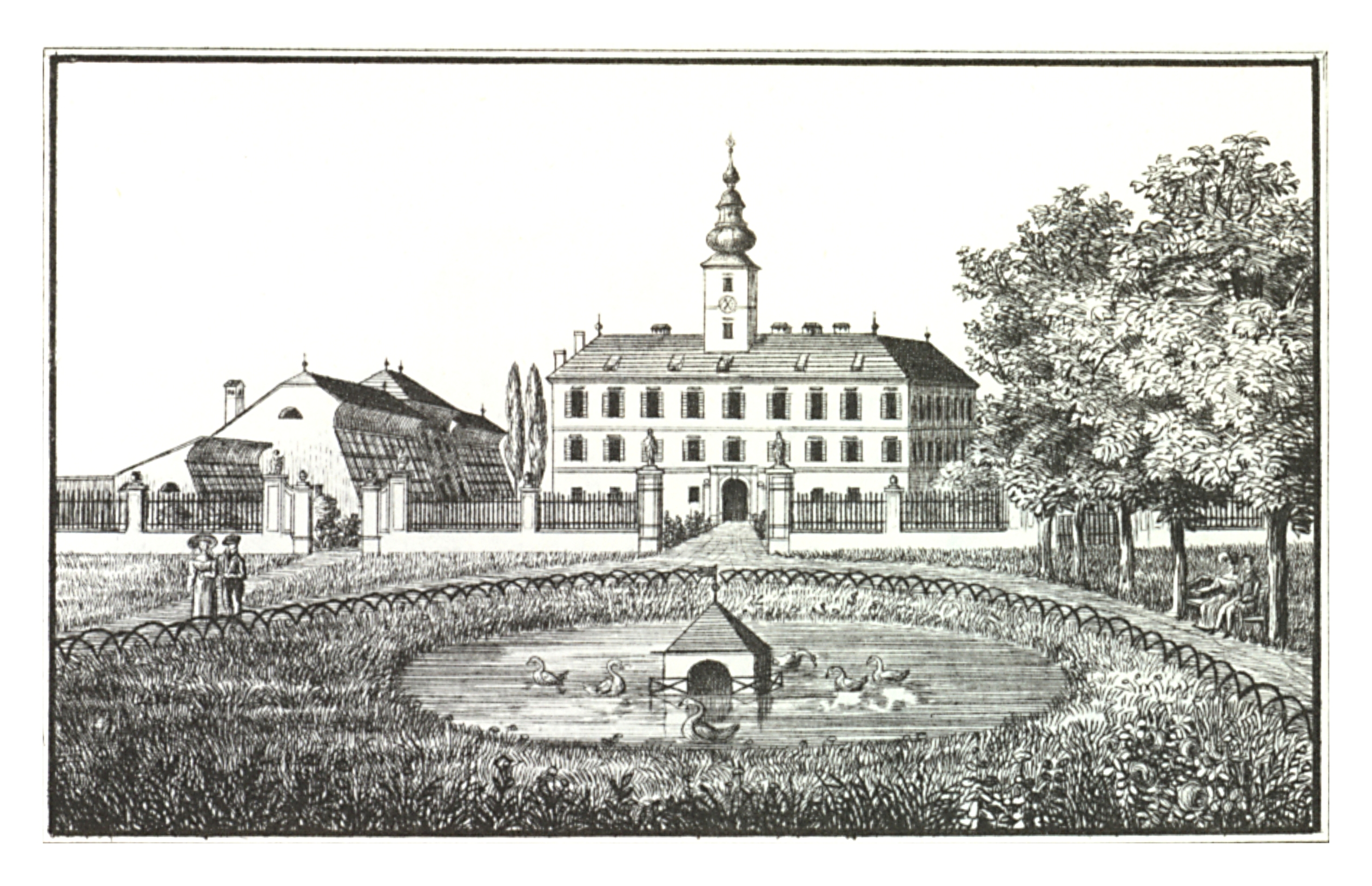
Schloss Brunnsee um 1820, Lith. Anstalt J.F. Kaiser, Graz

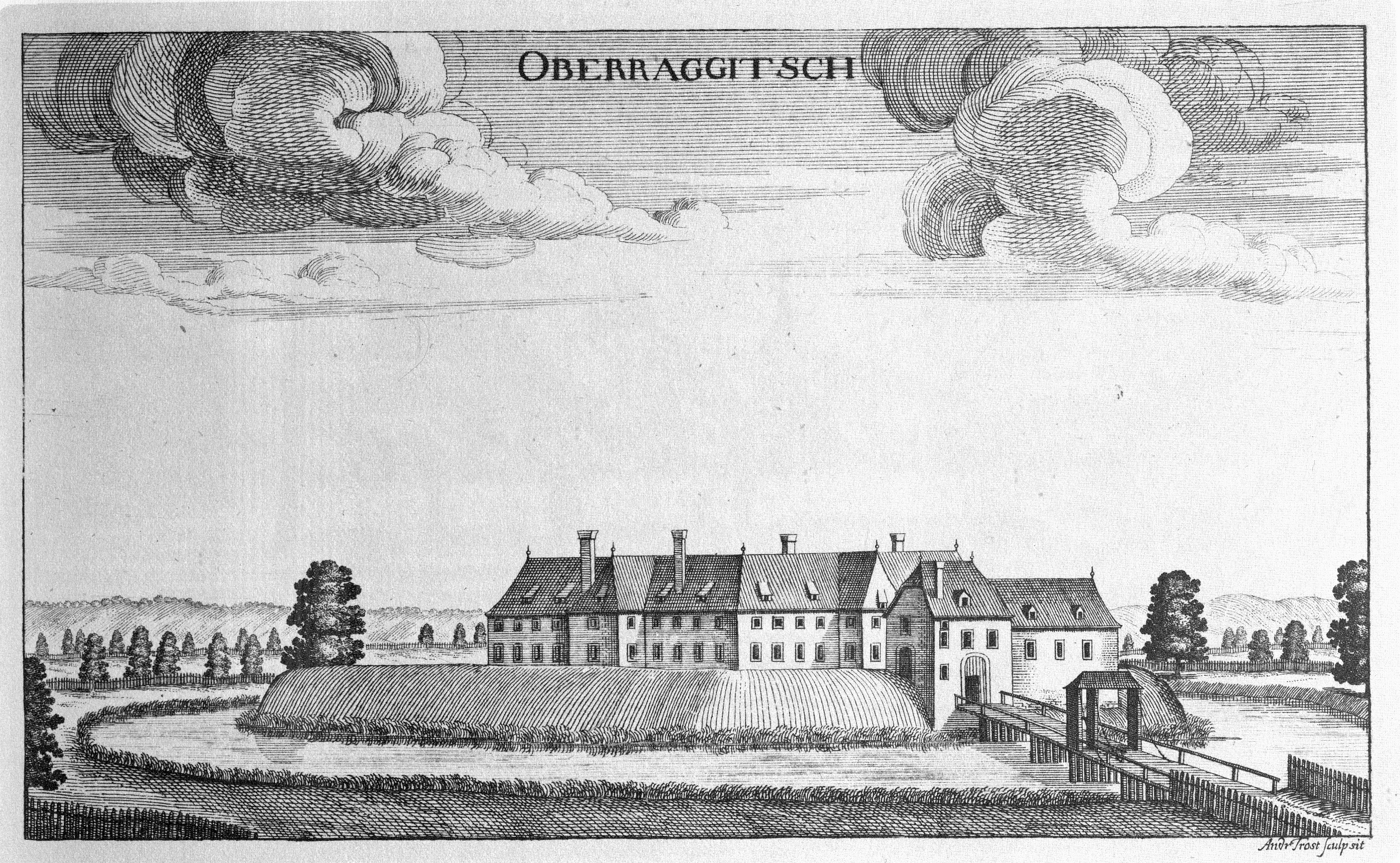
Vischer – Topographia Ducatus Stiriae – 284 Oberrakitsch bei Mureck

Die Aufhebung der Grundherrschaft der Grafen von Stürgkh erfolgte 1848. Die Ortsgemeinden Unter- und Oberrakitsch und Hainsdorf-Brunnsee entstanden 1850 als autonome Körperschaften. Nach Ende des Ersten Weltkriegs kam es zu Auseinandersetzungen mit der Laibacher „Nationalregierung für Slowenien und Istrien“ über die Zugehörigkeit des Gebiets. Nach der Annexion Österreichs 1938 kam die Gemeinde zum Reichsgau Steiermark, 1945 bis 1955 war sie Teil der britischen Besatzungszone in Österreich.
1968 wurden Eichfeld (das frühere Unterrakitsch), Oberrakitsch und Hainsdorf-Brunnsee zur Großgemeinde Eichfeld zusammengelegt.
Schloss Brunnsee, gegen Ende des 15. Jahrhunderts von den Herren von Pettau erbaut, wurde gegen Ende des 16. Jahrhunderts nach Plänen des italienischen Architekten Bartolomeo Montiano umgebaut; es wurde 1834 von Maria Karolina von Neapel-Sizilien (1798–1870) erworben und befindet sich heute im Besitz ihres Urenkels Graf Ferrante Lucchesi Palli.

## Politik
Letzter Bürgermeister war Johann Pock. Der Gemeinderat setzte sich nach den Wahlen von 2010 bis zur Auflösung wie folgt zusammen:
- 7 ÖVP (Fraktionsführer Johann Pock)
- 2 SPÖ (Fraktionsführer Josef Kaufmann)

### Wappen
Die Verleihung des Gemeindewappens erfolgte mit Wirkung vom 1. Jänner 1965.

Blasonierung: „In einem von Silber und Grün schräglinks geteilten Schild ein grünes Eichenblatt mit zwei natürlichen Eicheln im oberen, eine goldene einschneidige Pflugschar im unteren Feld.“

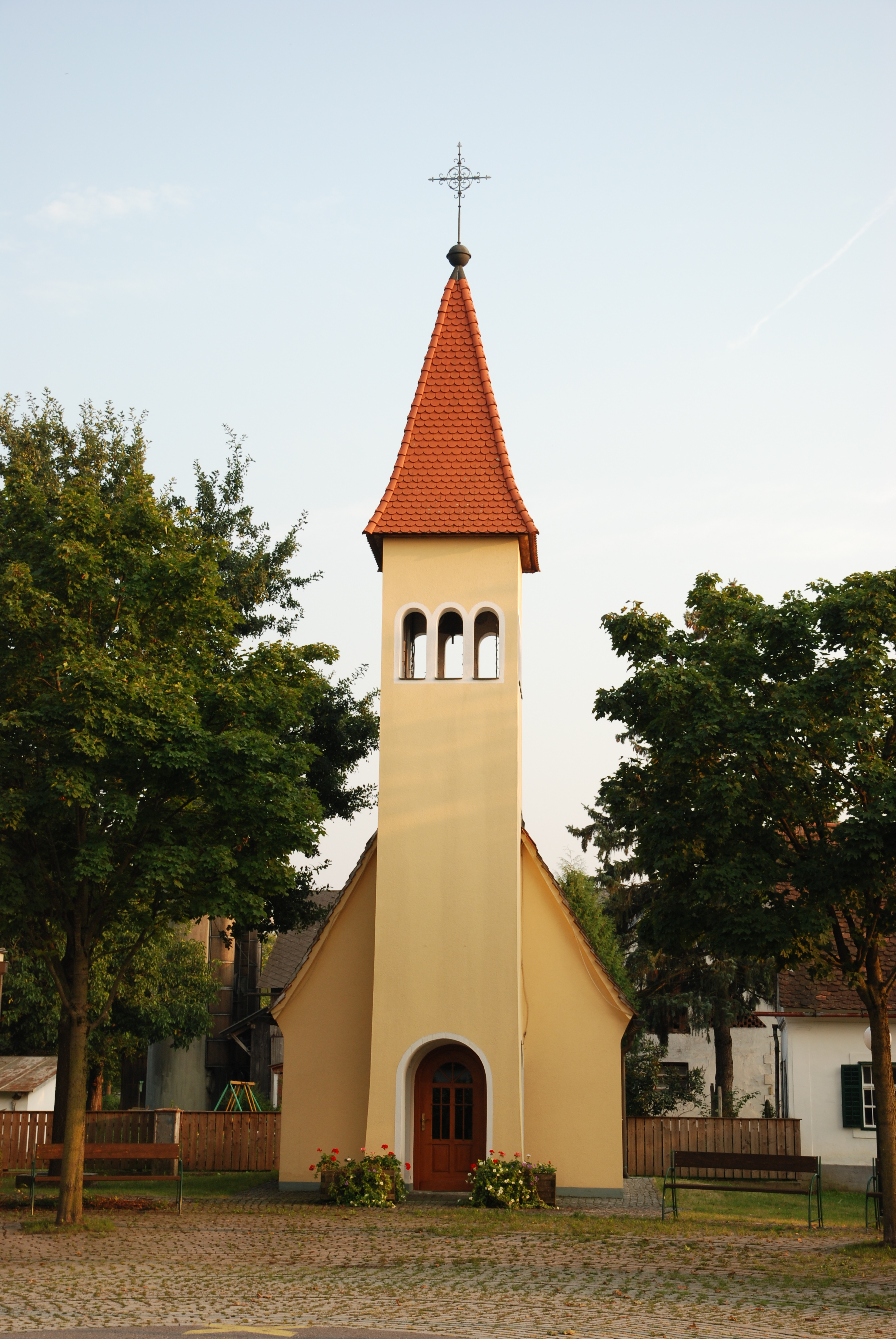
Kapelle Eichfeld

## Regelmäßige Veranstaltungen
- Weckruf: Der in Mureck bereits seit 1954 gepflegten Weckruf zum 1. Mai der Grenzlandtrachtenkapelle Mureck findet seit dem Jahr 2012 auch in Gosdorf statt. Jährlich am Sonntag vor dem 1. Mai erfreut die Grenzlandtrachtenkapelle Mureck die Eichfelder Bevölkerung mit Marschmusik in den frühen Morgenstunden.[6]

- Autocross Oberrakitsch. Jährlich am ersten Augustwochenende findet in Oberrakitsch ein Autocross Staatsmeisterschaftslauf statt. Seit 2014 wird dieser als Night Race veranstaltet.

## Kultur und Sehenswürdigkeiten
- Schloss Brunnsee[7]
- Angerdorf Oberrakitsch

## Persönlichkeiten
- Anton Kern (1883–1956), Bibliothekar und Bibliothekswissenschaftler